# Shebeli-toren

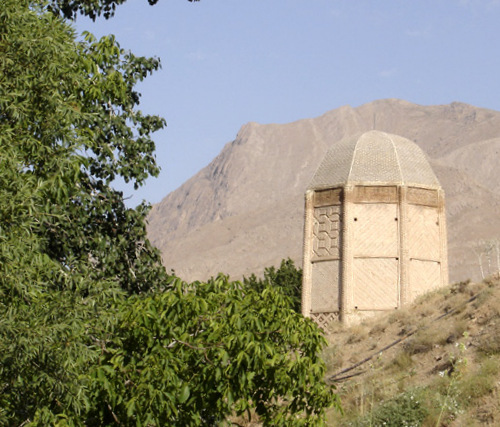
De Shebeli-toren

De Shebeli-toren is een historische toren in Damavand, in de provincie Teheran (Iran). 
Het gebouw is ongeveer 10 meter hoog en is een overdekte achthoekige graftombe van Sheikh Shebeli, een soefi-mysticus. Onder de toren is een sardāb (kelder). 
Het is een overblijfsel uit het Samanidentijdperk, gebouwd in de 12e eeuw, en is vergelijkbaar in ontwerp met bouwwerken in Buchara. Het bouwwerk onderging onlangs een aantal restauraties.